# Доброво
Доброво е село в Западна България. То се намира в община Бобошево, област Кюстендил.

## История
Има вярване че името на селото е дадено от Св. Иван Рилски заради доброто отношение на местните към него. Те му помогнали да избяга и да се скрие когато селяните от неговото родно място - Скрино, се опитали да го убият с камъни.

## Население
Численост и дял на етническите групи според преброяването на населението през 2011 г.:
|                     | Численост | Дял (в %) |
| Общо                | 60        | 100,00    |
| Българи             | 60        | 100,00    |
| Турци               | 0         | 0,00      |
| Цигани              | 0         | 0,00      |
| Други               | 0         | 0,00      |
| Не се самоопределят | 0         | 0,00      |
| Неотговорили        | 0         | 0,00      |

## Религии
- Християнство.
- На особена почит в селото са трима светци – Св. Архангел Михаил, Св. Илия, най-вече Божията майка - Пресв. Дева Мария.

## Редовни събития
- Ежегоден събор.